# Botin Leobele
Botin Leobele ist ein Distrikt (Kecamatan) des indonesischen Regierungsbezirks (indonesisch Kabupaten) Malaka (Provinz Ost-Nusa-Tenggara) auf der Insel Timor. Der Verwaltungssitz befindet sich in Takari.

## Geographie
Botin Leobele liegt im Zentrum des Regierungsbezirks Malaka im westlichen Zentraltimor. Im Westen befindet sich der Distrikt Sasita Mean, im Süden Zentralmalaka, im Osten Kobalima und im Norden Ostmalaka und Laenmanen. Das Gebiet ist hügelig, zwei der Dörfer des Distrikts liegen am Fluss Mota Baen. Botin Leobele hat eine Fläche von 39,03 km².
Der Distrikt unterteilt sich in 5 Dörfer (indonesisch Desa): Mit 19,33 km² nimmt im Osten das Dorf Kereana fast die Hälfte der Fläche des Distrikts ein. Im Zentrum befindet sich das Dorf Takari und den Westen bilden Babotin, Babotin Maemina und Südbabotin (Babotin Selatan).
In der Region wechseln Regen- und Trockenzeit. Da eine Verbindungsbrücke über den Mota Baen fehlt, sind außer Kereana alle Dörfer nach starken Regenfällen von der Außenwelt abgeschnitten.

## Einwohner
2015 lebten in Botin Leobele 4.956 Menschen (2.396 Männer und 2.560 Frauen) in 1.451 Haushalten. Die Bevölkerungsdichte liegt bei 127 Einwohnern pro Quadratkilometer. In ihrer Mehrheit sind die Einwohner Angehörige der Bunak und Tetum. Diese beiden Volksgruppen leben in ihrer Mehrheit im Staat Osttimor. 2014 betrug die Zahl der Einwohner 4.907. Größtes Dorf ist Kereana mit 1929 Einwohnern.
Wie auch im restlichen östlichen Teil des indonesischen Westtimors und in Osttimor bilden die Katholiken in Botin Leobele die deutliche Bevölkerungsmehrheit. 4.857 Einwohner bekennen sich zum katholischen Glauben. Der im äußersten Westen dominierende Protestantismus ist deutlich schwächer. Er biingt es im Distrikt nur auf 99 Anhänger. Muslime, Buddhisten, Hinduisten oder andere Religionsanhänger wurden 2015 hier überhaupt nicht registriert.

## Wirtschaft
In Botin Leobele werden Mais, Maniok, Süßkartoffeln und grüne Bohnen angebaut.

## Bildung und Gesundheit
850 Kinder gehen in Botin Leobele in die Grundschule (Stand 2015), unterrichtet von 68 Lehrern. In die Junior High School gehen 150 Schüler, die von 11 Lehrern betreut werden. Eine Senior High School gibt es im Distrikt nicht, so dass Schüler für eine weitere Ausbildung in die Nachbardistrikte Sasita Mean oder Zentralmalaka gehen müssen.
In Botin Leobele gibt es 21 medizinische Einrichtungen unterschiedlicher Qualität. 16 Hebammen und 14 Sanitäter versehen hier ihren Dienst. Als Gradmesser der medizinischen Versorgung sehen die Offiziellen im Distrikt die Teilnahme der Bevölkerung an dem Familienplanungsprogramm zur Geburtenkontrolle. Allerdings sank die Zahl der Teilnehmer von 681 im Jahre 2014 auf 478 im Jahre 2015.